# Kódži Mijoši
Kódži Mijoši (japonsky 三好 康児, * 26. března 1997) je japonský fotbalista.

## Klubová kariéra
S kariérou začal v japonském klubu Kawasaki Frontale. Titul získal v roce 2017. Hrával za Hokkaidó Consadole Sapporo (2018) a Jokohama F. Marinos (2019). V létě 2019 přestoupil do belgického klubu Royal Antwerp FC.

## Reprezentační kariéra
S japonskou reprezentací se zúčastnil Copa América 2019. Jeho debut za A-mužstvo Japonska proběhl v zápase proti Chile 17. června. Mijoši odehrál za japonský národní tým celkem 3 reprezentační utkání.

## Statistiky
| Japonsko | Japonsko | Japonsko |
| Roky     | Záp.     | Góly     |
| -------- | -------- | -------- |
| 2019     | 3        | 2        |
| Celkem   | 3        | 2        |

## Úspěchy

### Klubové
Kawasaki Frontale
- J1 League: Vítěz; 2017